# Satoru Iwata
 Der er for få eller ingen kildehenvisninger i denne artikel, hvilket er et problem. Du kan hjælpe ved at angive troværdige kilder til de påstande, som fremføres i artiklen.

Satoru Iwata (岩田 聡 Iwata Satoru,  født 6. december 1959, død 11. juli 2015) var den fjerde præsident for Nintendo, og efterfølgeren til den tredje præsident, Hiroshi Yamauchi. Iwata tiltrådte som præsident i 2002.

## Biografi

### Baggrund
Iwata blev født i Sapporo i Hokkaido, Japan. Hans interesse i videospil kom til udtryk meget tidligt, og i skolen programmerede han spil på en lommeregner, som han lod sine venner spille på. 

### Uddannelse
Efter High School blev Iwata optaget på Tokyos tekniske institut, hvor han skrev speciale i computerteknologi. Det miljø Iwata da færdedes i betød, at Iwatas tekniske ekspertise og passion for videospil blev opdaget. Han blev senere en del af HAL Laboratoy, inc.

### HAL Laboratory, inc.
I 1982, efter at have afsluttet college, blev Iwata ansat fuld tid hos HAL. Han blev ansvarlig for koordination af softwareproduktion i 1983. Nogle af de spiltitler, han hjalp med at udvikle i sin tid hos HAL, var Balloon Fight, EarthBound (også kendt som Mother i Japan) og Kirby. Iwata blev forfremmet til præsident for HAL i 1993.

### Nintendo
I 2000 blev Iwata ansat hos Nintendo. Da den daværende præsident siden 1949, Hiroshi Yamauchi, trak sig tilbage den 31. maj 2002, blev Iwata indsat som Nintendos fjerde præsident og den første præsident der ikke er relateret til Yamauchi-familien.
1. ↑  Navnet er anført på engelsk og stammer fra Wikidata hvor navnet endnu ikke findes på dansk.
2. ↑  Navnet er anført på engelsk og stammer fra Wikidata hvor navnet endnu ikke findes på dansk.